# 孜珠寺
孜珠寺（藏語：རྩེ་དྲུག་དྒོན，威利转写：rtse drug dgon）是位于中国西藏自治区昌都地区丁青县觉恩乡境内的孜珠山上的一座苯教寺院。

## 历史
孜珠寺距离317国道17公里，海拔4850米。“孜珠”意为六座山峰。该寺是西藏海拔最高的寺院之一，也是苯教最古老且最重要的寺院之一。传说，孜珠寺始建于公元前10世纪，是第二代藏王穆赤赞布倡议兴建的三十七处苯教道场之一，为苯教“译师传承”八大成就者之一穆邦萨东创建。该寺的住持喇嘛被尊称为“孜珠活佛”，自第一世穆邦萨东传承至今，已传至第四十三世丁真祖普俄色。
8世纪，第三十代藏王赤松德赞“灭苯”，孜珠寺随之衰败。
14世纪中期，苯教高僧罗丹宁布·仁增康珠再度兴修并恢复了该寺。由于佛教的兴盛，苯教被迫到边远地区发展，琼波丁青的三十九族地区成为苯教寺院及信徒最多、影响最大的地区。17世纪，圣僧桑吉林巴主持孜珠寺，孜珠寺因而获得空前发展。
1926年，桑阿林巴被迎请至孜珠寺，在孜珠山掘出《经藏》、《大般若藏》、《总持经》、《孜珠山佛迹录》等伏藏。他将在定中见到的六道景象，创化为“静猛教导”，即神舞《天堂与地狱》，以向众生展示因果报应。此后，孜珠寺每逢藏历鸡年，均会在藏历五月开法会，向信众表演这套为期数日的大型神舞。首次展示这套神舞的法会举办时，便有十万信众前来观法。 
文化大革命期间，孜珠寺被全部拆毁。改革开放之后，1982年起，格旺南杰活佛、仁钦江参活佛主持修复孜珠寺。许多原藏该寺的圣物，在文化大革命中被信众保护下来，此时也逐渐回到了该寺。寺院建筑初步恢复，传统供修仪轨如神舞《极乐与地狱》获得恢复。
1993年，丁真祖普俄色继任四十三世孜珠活佛。丁真祖普俄色完善了由仁钦江参活佛重建的教授大小五明的“内明学院”，其后相继恢复了学习基本知识的“扎仓学院”、建立信念的“辩论学院”、将知识用于实践的“禅修学院”。丁真祖普俄色还修建了上孜珠山的盘山公路，为信众来寺提供了方便。丁真祖普俄色致力于保存法统，培养僧团，并积极恢复其他苯教寺院。到2010年代，有两百多位僧人在该寺修行，有二十多座属寺分布在该寺附近。他还将苯教佛法传布到汉地及海外。2005年，他主持了鸡年大法会，二十多万信徒前来参加。
孜珠寺是康区现存规模最大、教徒最多、苯教仪轨保存最为完整的寺院之一。孜珠寺的苯教禅院系统讲述苯教经典，并且传授苯教无上瑜珈等各种修习方法。该寺还保存有古老的苯教裸体神舞。许多苯教经典、仪轨仅完整保存在孜珠寺，比如每十二年演出一次的神舞——《极乐与地狱》。孜珠寺弘扬显宗、密宗、大圆满等佛法，有完整的大圆满传承系统，尤重修炼大圆满密法。

## 建筑
苯教有四大神山的说法，这是指阿里的冈底斯山、林芝的苯日神山、昌都的孜珠山、玉龙的梅里雪山。孜珠山的六座山峰上遍布着大殿、经堂、僧舍，极盛时期，此地的僧人达到二、三千人。传说佛祖辛饶米沃（苯教创始人）到吐蕃三十三座山授记加持时，孜珠山为其中一座，辛饶米沃授记称，未来孜珠山将对苯教佛法之发展深具影响，众多利益众生的大成就者将会出现。此后，历代80位大成就者在孜珠山出现，世称 “孜珠八十”，包括辛美祖普、东迥托金、占巴南喀、才旺仁增、罗丹尼布、桑杰林巴等等，孜珠山上有他们以及莲花生修行的山洞，还有在石壁上留下的手印及脚印。孜珠山有代表六道轮回的绕山隧道，许多藏民到此朝拜。
如今，孜珠寺已经建成了四大学院即内明学院、扎仓学院、辩论学院、禅修学院。

## 尼泊尔的孜珠寺

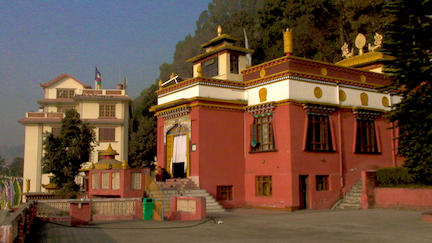
尼泊尔的新孜珠寺

位于尼泊尔境内的新孜珠寺（Triten Norbutse）是孜珠寺在文化大革命之前及期间遭毁后兴建的。